# Sogratl
Sogratl (en rus: Согратль) és un poble del Daguestan, a Rússia, que en el cens del 2010 tenia 2.360 habitants. Pertany al districte rural de Gunib.